# Mariä Himmelfahrt (Opava)

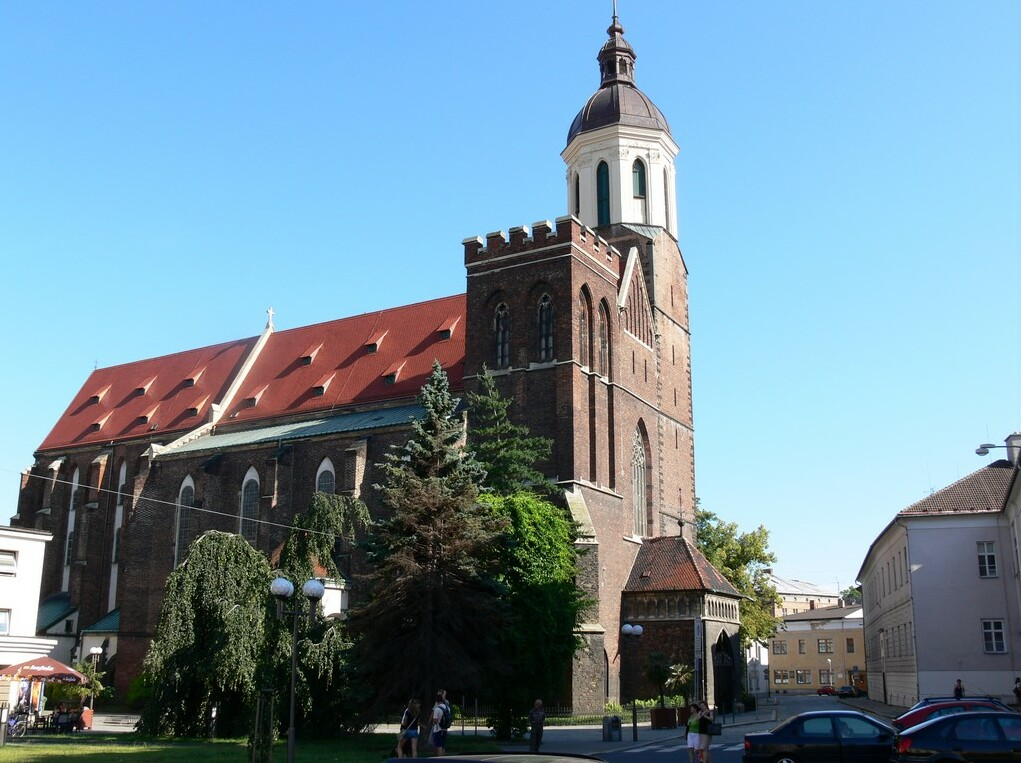
Mariä Himmelfahrt (Opava)

Die Kathedrale Mariä Himmelfahrt (auch Liebfrauenkirche; tschechisch Konkatedrála Nanebevzetí Panny Marie) in Opava (deutsch Troppau) ist eine dreischiffige Hallenkirche mit zwei Türmen. Sie wurde im 3. Viertel des 14. Jahrhunderts im Stil der Gotik anstelle eines älteren romanischen Kirchenbaus vom Anfang des 13. Jahrhunderts errichtet. 1995 wurde die Kirche zum Nationalen Kulturdenkmal erklärt. Seit 1996 ist sie Konkathedrale des Bistums Ostrau-Troppau.

## Geschichte

### Erbauung der Kirche

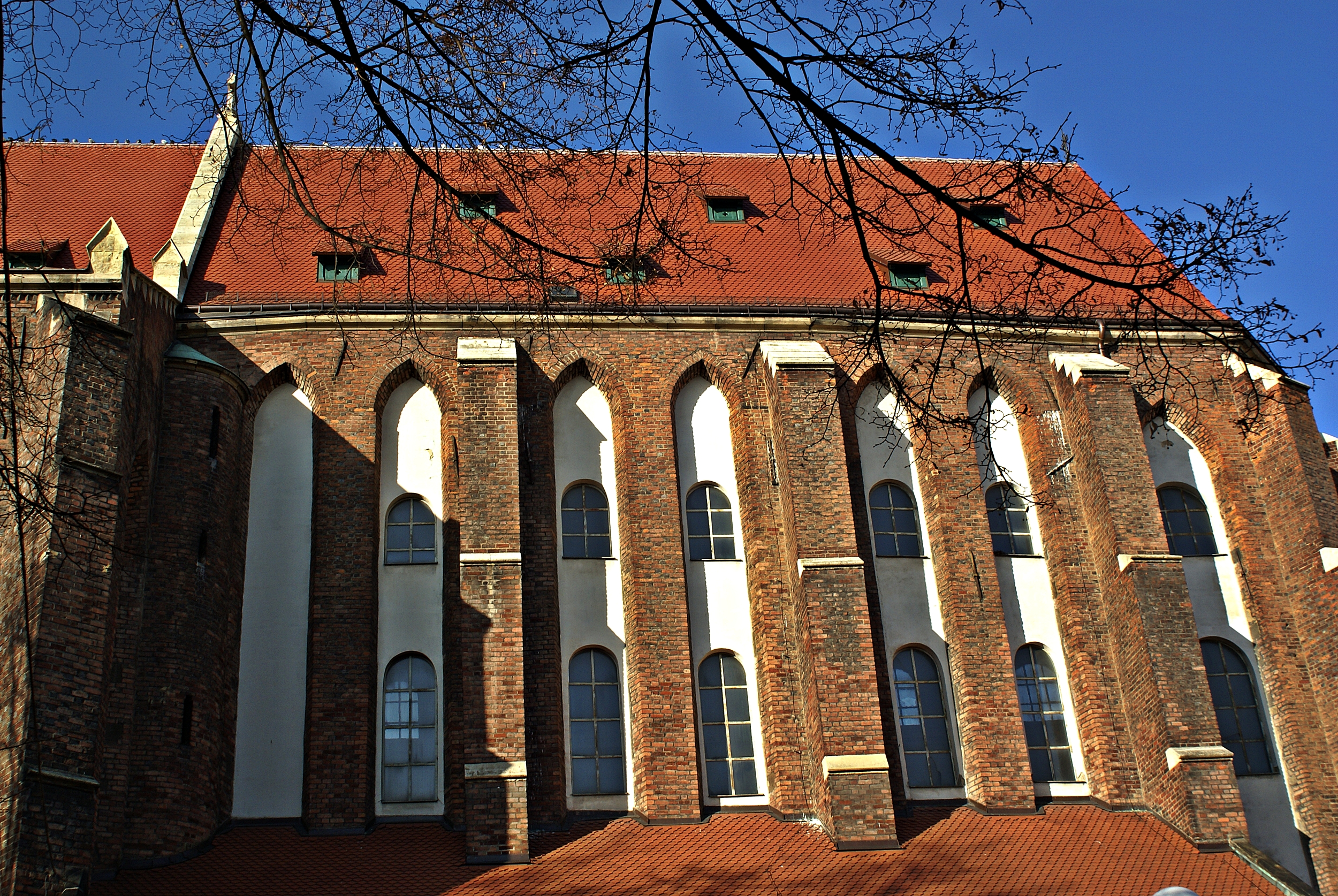
Südseite des Chores

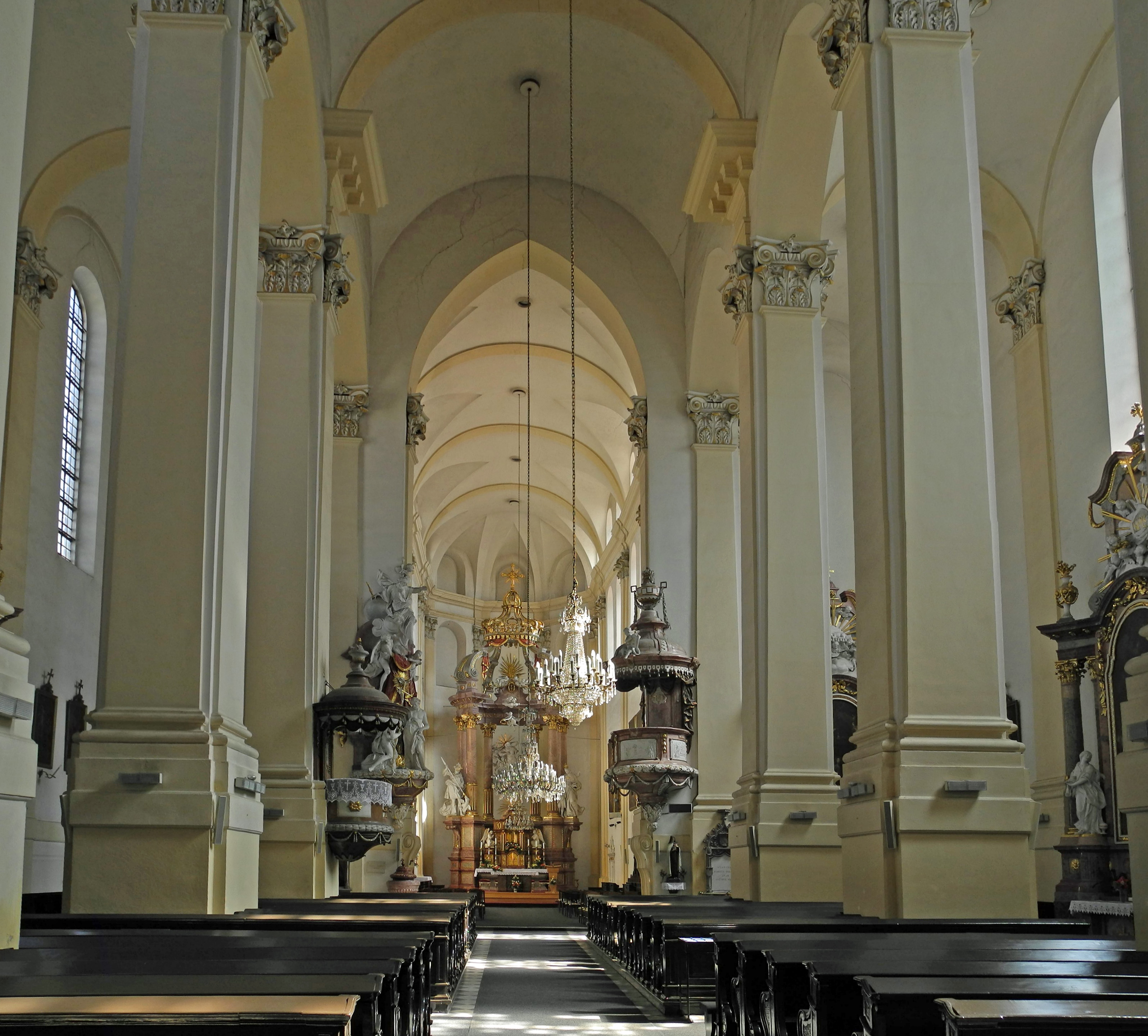
Innenansicht Langhaus

Die Kirche Mariä Himmelfahrt in Troppau gehörte von Anfang an dem Deutschen Ritterorden. Mit dem Bau der Kirche wurde wahrscheinlich bald nach 1204 begonnen. Die Form der damaligen romanischen Kirche ist unbekannt. In einer Urkunde des Königs Wenzel I. vom 12. Mai 1237 wird erstmals ein Pfarrhaus erwähnt.
Nach dem Tod des Königs Přemysl Otakar II. wurde der Bau der Kirche eingestellt und erst nach der Rückkehr seines außerehelichen Sohnes Nikolaus I., für den das Herzogtum Troppau begründet wurde, wieder aufgenommen. Die fertiggestellte Kirche wurde zum bedeutendsten Wahrzeichen der Stadt.
Wahrscheinlich kurz vor dem Jahr 1452 ließ Herzog Wilhelm von Troppau in das westliche Joch des südlichen Seitenschiffs eine Grabkapelle mit einem Christi Auferstehung geweihten Altar einbauen. In dieser Kapelle sollten die Troppauer Přemysliden beigesetzt werden, die bis dahin in der Heilig-Geist-Kirche in Troppau ihre letzte Ruhestätte fanden.
Beim Stadtbrand am 9. August 1461 verbrannte das Triumphkreuz. Danach wurde der beschädigte Lettner, der den für die Ordensbrüder vorbehaltenen Chor vom Kirchenschiff für die Laien trennte, abgetragen und nicht wieder aufgebaut.

### Reformation und Gegenreformation
Im Jahre 1540 übertrug der Rat der Stadt Troppau vom Deutschen Ritterorden das Kirchenpatronat für die Liebfrauenkirche das ihm zwei Jahre später vom böhmischen Landesherrn Ferdinand I. mit der Bedingung bestätigt wurde, dass nur reguläre, vom Olmützer Bischof genehmigte katholische Priester als Pfarrer amtieren dürfen. Im Jahre 1555 wurde der Katholik Blažej Sibenlot zum Pfarrer ernannt. Zu dieser Zeit veranlasste der Stadtrat den Bau eines repräsentativen Daches über dem Südturm. Nach 1540 fertigte ein namentlich nicht bekannter Troppauer Zimmermann eine Galerie auf der Mauerkrone des quadratischen Teils des Turms, wobei über dem achteckigen Aufbau ein schlanker Turmhelm errichtet wurde, der eine Höhe von über 70 Metern erreichte.
In der zweiten Hälfte des 16. Jahrhunderts wirkte sich die fortschreitende Reformation im Troppauer Gebiet weiter aus. 1565 wurde in der Pfarrkirche der lutherische Prediger Martin Zenkfrei eingeführt. Trotz der Bemühungen des Bischofs Wilhelm Prusinovský von Víckov, den Prediger aus der Stadt zu vertreiben, erreichten die Troppauer Bewohner durch Bestechung der königlichen Beamten ein Bleiberecht für den Prediger Zenkfrei. Erleichtert wurde die Situation für die Protestanten durch den katholischen Pfarrer Sibenlot, der seine Pflichten vernachlässigte, obwohl er mehrmals vom Bischof und dem böhmischen Landesherrn ermahnt wurde.
Nach dem Tod des Martin Zenkfrei 1569 bemühten sich die Bürger wiederum um einen lutherischen Prediger. Zugleich schloss der katholische Pfarrer Sibenlot mit den Ratsherren einen Vertrag, mit dem er sich verpflichtete, die lutherischen Prediger in keiner Weise zu behindern, wobei ihm 400 Goldtaler und jährlich weitere 200 Goldtaler zugesprochen wurden. Schon Ende Oktober 1569 kam Bischof Wilhelm Prusinovský von Víckov in die Stadt, um die katholischen Gottesdienste in der Pfarrkirche wieder durchzusetzen. Ein Teil der Stadtbewohner stand dem Vorhaben weiterhin ablehnend gegenüber. Als der Bischof am Sonntag, dem 6. November 1569, den Gottesdienst in der Marienkirche eröffnete, hinderten protestantische Gläubige den Jesuiten Stephan Rimmel, der den Bischof begleitete, an der Predigt. Da der Bischof in dem folgenden Tumult in Lebensgefahr geriet, wurde er unter dem Schutz bewaffneter Adliger aus der Kirche eskortiert. Er fand Zuflucht in der nahe gelegenen Kirche St. Wenzel.
Während des Dreißigjährigen Krieges wurden am 29. Juni 1619 mit Zustimmung der schlesischen Stände die Kirche, das Pfarrgericht und die Schule den Protestanten übergeben. Am 12. August 1632 ehrten die Troppauer Stände den katholischen Fürsten und Herzog von Troppau Karl Eusebius von Liechtenstein. Der erhaltene Kupferstich dieser Ehrung zeigt das ursprüngliche Innere der Kirche, einschließlich des spätgotischen Altars und des Altarraums, die bei den Bränden von 1689 und 1758 zerstört wurden.
1686 erhielt der Südturm der Kirche eine neue Bekrönung in Form einer geschweiften Laterne, die mit achtzehn vergoldeten Kugeln verziert war. Einem Zeitzeugen zufolge übertraf der Südturm der Mariä-Himmelfahrt-Kirche den damals neu instandgesetzten Turm der Breslauer St.-Elisabeth-Kirche an Schönheit und Höhe. Zwei Jahre später wurde das ursprüngliche Schindeldach durch ein neues Schieferdach ersetzt.
Bei einem Stadtbrand am 24. Mai 1689 erlitt auch die Pfarrkirche große Schäden. Bereits am 2. Juni d. J. bat der Stadtschreiber den Troppauer Herzog Johann Adam von Liechtenstein sowie den Statthalter des Deutschen Ritterordens von Freudenthal und den Olmützer Bischof Karl II. von Liechtenstein-Kastelkorn um finanzielle Hilfe bei der Beseitigung der Schäden. Auf Anordnung des Troppauer Oberbürgermeisters wurde das Kirchendach zunächst mit Brettern abgedeckt. Die durch die Hitze zersprungene Glocke wurde zum Neuguss an einen Glockengießer in Mährisch Neustadt gesandt und zugleich Gießer aus Cukmantl beauftragt, das Metall der anderen Glocken, die im Feuer geschmolzen waren, zu reinigen. Der Südturm der Kirche war bereits im Herbst auf das Aussehen von 1686 instand gesetzt (der vergoldete Turmknauf wurde am 12. Oktober 1689 angebracht). Die Zimmerer- und Dachdeckerarbeiten am Kirchendach konnten erst 1693 fertiggestellt werden. Das Dach wurde wieder mit Schindeln gedeckt, da man zuvor schlechte Erfahrungen mit Schieferplatten gemacht hatte. Für die notwendigen Reparaturen wurden insgesamt mehr als 1039 Taler ausgegeben. Der Wiederaufbau der abgebrannten Kirche wurde 1699 durch den Baumeister Hans Georg Hausrucker in Zusammenarbeit mit Jordan Zeller durchgeführt.

### Barockisierung

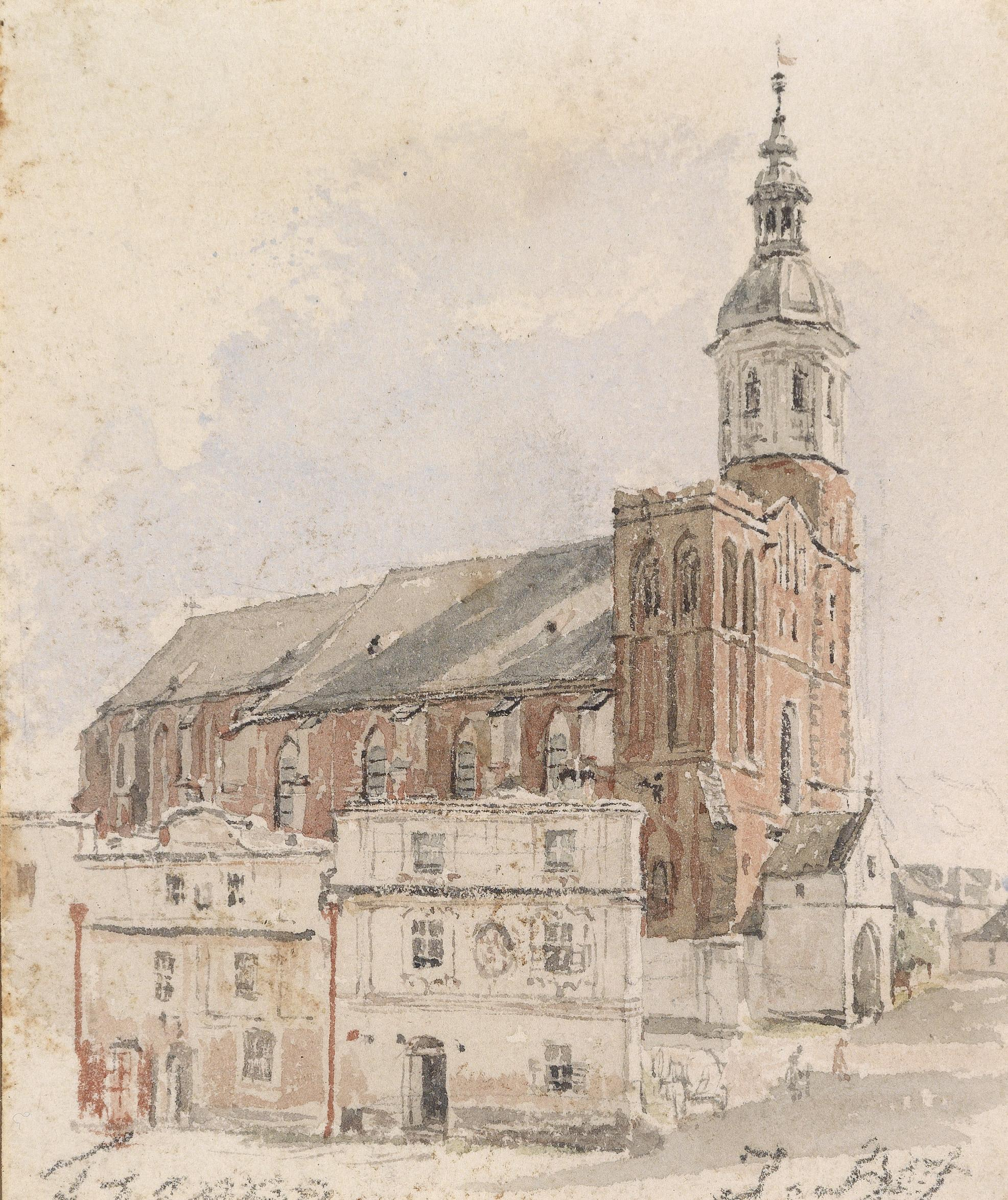
Kirche Mariä Himmelfahrt vor der Regotisierung

Am 25. August 1758 brannte die Kirche bei einem Stadtbrand nieder. Von den damals 21 Altären blieb nur der Dreifaltigkeitsaltar erhalten. Der Hauptaltar, der erst ein Jahr zuvor angefertigt worden war, wurde ebenfalls zerstört, auch die große Orgel, die als die wertvollste im damaligen Österreichisch Schlesien galt, sowie drei neue große Glocken. Der Gesamtschaden belief sich auf 100.000 Goldtaler.
Der Troppauer Dekan Schwab übertrug den Auftrag für die Fassung der Seitenaltäre zunächst dem Maler Ignaz Raab, der ihn wegen seines Alters und seines schlechten Gesundheitszustandes ablehnte. Danach bewarb sich 1781 der Troppauer Maler Josef Lux um den Auftrag, der jedoch vom Vizegouverneur des Deutschen Ritterordens in Freudenthal, Maximilian Xaver von Riedheim, abgelehnt wurde. Die Altarbilder wurden schließlich von Felix Ivo Leicher aus Wagstadt ausgeführt. Die Reihe dieser Bilder zeigt Leichers künstlerische Fähigkeiten in ihrer reifsten Form. Der 1758 durch einen Brand zerstörte Lehner-Altar wurde durch einen Baldachin-Altar des Architekten Maurizio Pedetti ersetzt. Jan Schubert führte den Bau des Altars zwischen 1782 und 1784 aus.
1784 wurde im Erdgeschoss des Südturms die St.-Valentin-Kapelle eingerichtet. Ihre Gründung hing mit dem Kult des hl. Valentin zusammen, dessen Reliquien im August 1688 feierlich in die Troppauer St.-Adalbert-Kirche übertragen worden waren. Die Barockisierung wurde 1788 abgeschlossen; ein Jahr später (12. Juni 1789) wurde die Kirche durch den Olmützer Weihbischof Karl Godefried von Rosenthal geweiht. Vermutlich anlässlich der Weihe der Kirche wurden sieben repräsentative klassizistische Sedilien geschaffen. Bis 1796 befand sich rund um die Kirche ein Friedhof mit einer Michaelskapelle. 1804 wurde an ihrer Stelle ein neues Theater gebaut.

### Pläne für die Restaurierung der Kirche
Ab den 1880er Jahren wurde eine Neugestaltung der Kirche geplant und ein Verein zur Restaurierung der Kirche gegründet, der sich den Verein zum Vorbild nahm, der im Zusammenhang mit dem Wiederaufbau der Olmützer St.-Mauritius-Kirche gegründet worden war. Die Bemühungen des Vereins wurden vom Hochmeister des Deutschen Ritterordens, Erzherzog Eugen, unterstützt. 1887 hielt sich Friedrich von Schmidt in Troppau auf, verzeichnete eine Bestandsaufnahme des Kirchengebäudes und skizzierte den vorgesehenen Restaurierungsprozess. Dessen Schüler Georg von Hauberrisser sollte für den Umbau zuständig sein. Drei Jahre später legte Hauberisser zwei Vorschläge für den Umbau vor, die der Kirche ihr „gotisches Aussehen“ zurückgeben sollten. Der erste, einfachere Plan hatte einen Umfang von 160.000 Goldtalern, der zweite 210.000 Goldtaler. Mehr Aufmerksamkeit schenkte er dem zweiten Vorschlag, dessen Umsetzung einen großen Eingriff in die Gestalt der Kirche bedeutet hätte. Die Zentralkommission in Wien stimmte dem Wiederaufbauplan zu, aber das veränderte Verständnis von Konservierung und die Betonung der Erhaltung ließen die Restaurierung nicht mehr in dem vorgesehenen Umfang zu. Nur wenige Details aus dem Entwurf von Georg Hauberrisser wurden übernommen. Die umgesetzte Kompromissvariante veränderte schließlich praktisch nur die Westfassade der Kirche. Hier wurden beispielsweise 1902–1906 zwei neugotische Wasserspeier in Form von geflügelten Untieren angebracht. Im Jahre 1928 wurden auf Initiative des Direktors des Troppauer Landesmuseums Edmund Wilhelm Braun und des Pfarrers Paul Heider in den Nischen an der Außenseite des Chors Grabsteine aufgestellt, die vom geschlossenen Friedhof an der Stelle der heutigen St.-Hedwigs-Kirche versetzt worden waren.
Seit 1995 ist die Kirche ein Nationales Kulturdenkmal, seit 1996 ist sie die Kathedrale der neu gegründeten Diözese Ostrava-Opava. Seit 2004 wird die Kathedrale einer kompletten Rekonstruktion unterzogen. Im Rahmen des Programms zur Erhaltung des architektonischen Erbes wurden in den Jahren 2005–2012 7.380.000 CZK für die Restaurierung des Denkmals ausgegeben.

## Ausstattung

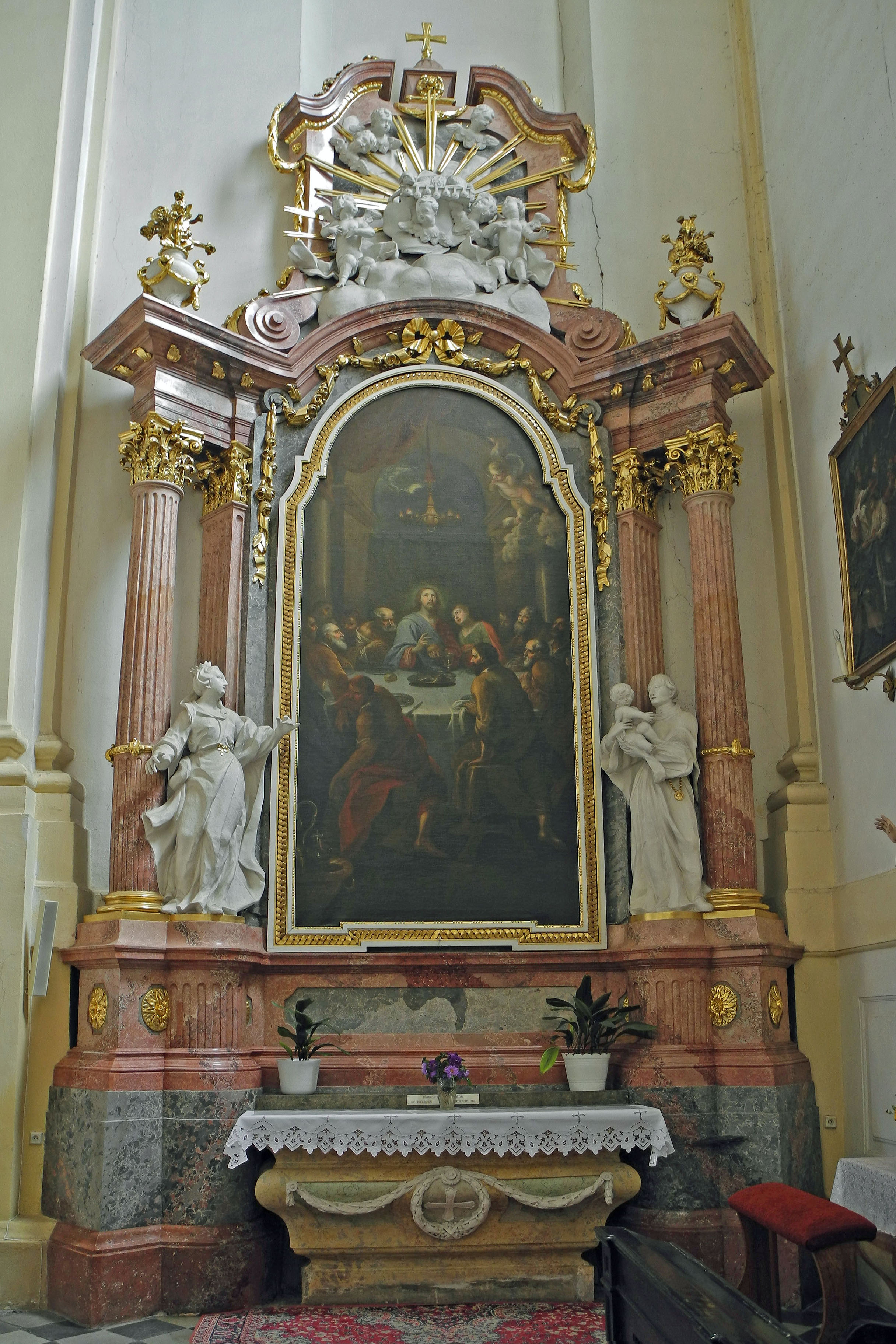
Seitenaltar

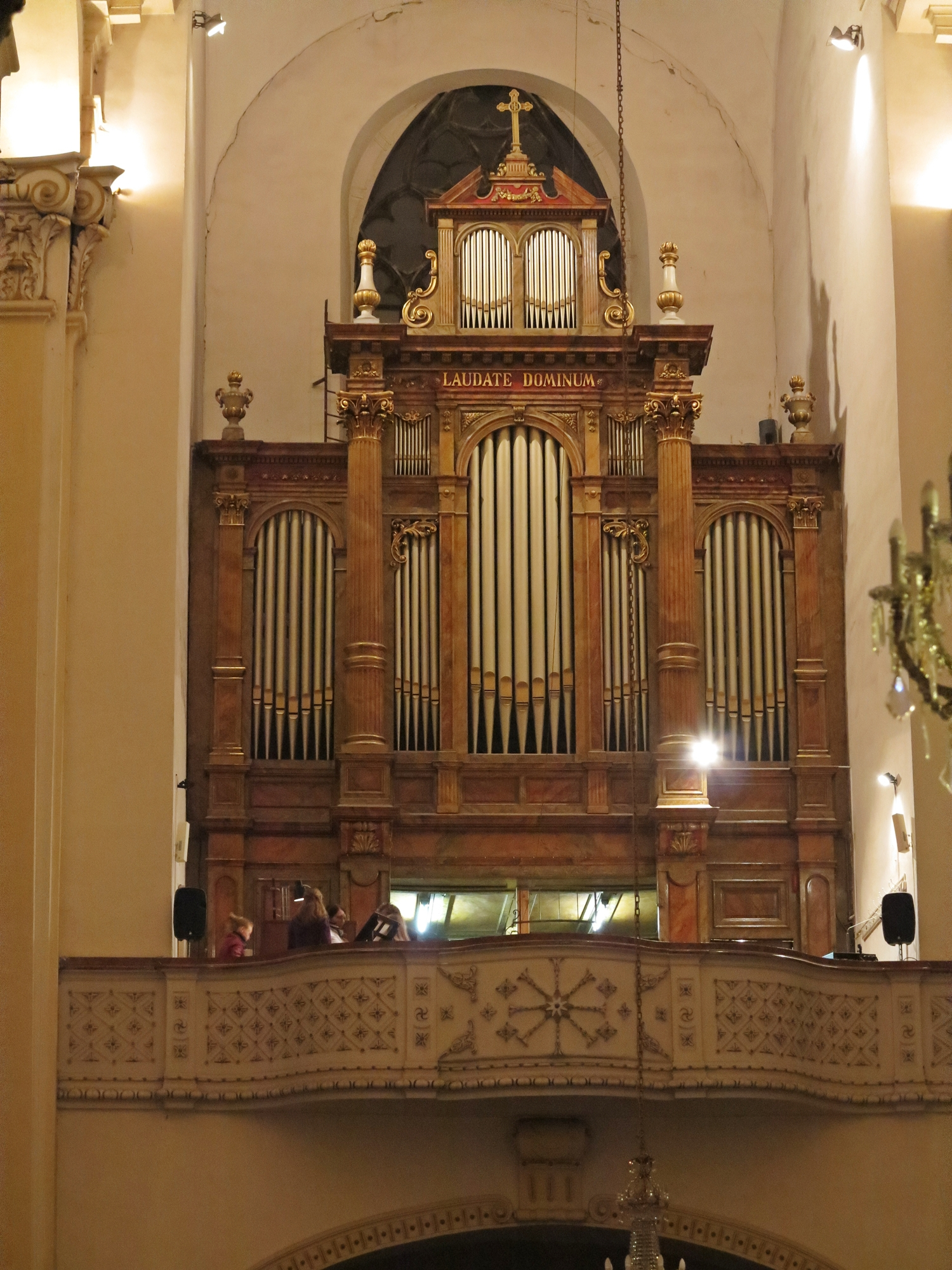
Orgel

Der Innenraum des Doms wird vom Hauptaltar dominiert, der vom Bildhauer Jan Schubert nach einem Entwurf des Eichstätter Architekten Maurizio Pedetti geschaffen wurde. An den Wänden des Chors hängen 11 Gemälde des Marienzyklus von Ignatius Raab, die durch vier weitere Heiligenbilder (St. Sebastian, St. Patrick, St. Hedwig und ein heiliger Bischof) desselben Künstlers ergänzt werden. Die Kanzel im Chor und die gegenüberliegende Taufkapelle sind ein Werk von Jan Schubert aus den Jahren 1782–1784. In der St. Anna-Kapelle befindet sich ein Gemälde des böhmischen Landesheiligen Johannes Nepomuk vom Ende des 17. Jahrhunderts, das wahrscheinlich die älteste Darstellung eines Heiligen auf dem Gebiet von Österreichisch-Schlesien ist.
In der Kirchenausstattung ist auch eine große Anzahl von Paramenten und sakralen Kunstgegenständen erhalten, zu den wertvollsten gehört ein großes Reliquiar des Heiligen Kreuzes aus vergoldetem Silber der Wiener Firma Adler aus dem Jahr 1900. Von der größeren Anzahl anderer Reliquienschreine sind jene der hl. Notburga und des hl. Johannes Sarkander erwähnenswert.
Zur Ausstattung der Kirche gehört auch eine größere Anzahl von Kelchen. Zu den wertvollsten gehört ein Messkelch mit Heiligenmedaillons aus vergoldetem Silber aus dem Jahr 1735 von dem bedeutenden Olmützer Goldschmied Franz Josef Rossmayer (1700–1751). Der Kelch wurde wahrscheinlich für das Prämonstratenserkloster in Svatý Kopeček bei Olmütz angefertigt, um an die Krönung des dortigen Marienbildes zu erinnern, die im Jahr 1732 stattfand. Ein weiterer wertvoller Kelch wurde von dem Brünner Goldschmied Anton Josef Ignaz Anderle im zweiten Viertel des 18. Jahrhunderts angefertigt und stellt die Legende des hl. Johannes von Nepomuk dar. Dieser Kelch war wahrscheinlich ursprünglich nicht für die Kirche in Troppau bestimmt und kam erst später in ihre Sammlungen, vielleicht im Zusammenhang mit der bestehenden Bruderschaft des hl Johannes von Nepomuk.
Ein weiteres interessantes liturgisches Objekt in der Marienkirche ist ein Ziborium mit den Wappen der Mitglieder des Deutschen Ritterordens. Der Korpus des Ziboriums selbst wurde in der Mitte des 17. Jahrhunderts von dem Troppauer Goldschmied Jakub Mannlich hergestellt. Später wurde ein Deckel aus dem frühen 18. Jahrhundert angebracht. Der Deckel ist sekundär durch eine Schraube mit einem gotischen Reliquienkreuz aus dem zweiten Drittel des 15. Jahrhunderts verbunden, das vielleicht ursprünglich Teil einer Paxtafel war. Auf dem Korpus des Ziboriums befinden sich Schilder mit den Wappen der Mitglieder des Deutschen Ritterordens: des Statthalters von Bruntál, Adam Oswald von Liechtenstein, des Heimatkommandanten in Bruntál, Johann Egolf von Westernach, und des Dekans von Troppau, Jan Kaspar Hirle. Zu den bedeutendsten Kunstgegenständen gehört eine Monstranz des Augsburger Goldschmieds Kaspar Xaver Stippeldey aus dem Jahr 1786 mit dem Wappen des Kurfürsten der Deutschordensballei Franken, Franz Sigismund Adalbert Friedrich, Freiherr von Lehrbach (1729–1787).
Die Orgel ist ein Werk der Firma Rieger Orgelbau von 1893 in einem Gehäuse aus dem Jahr 1863 mit 62 Registern auf drei Manualen und Pedal, das seither mehrfach erneuert wurde.